# Championnat d'Europe de Formule 2 1968
Navigation
1967 1969
Le championnat d'Europe de Formule 2 1968 était la deuxième édition du Championnat d'Europe de Formule 2 et a été remporté par le Français Jean-Pierre Beltoise, sur une Matra de l'écurie Matra Sports.
L'Autrichien Jochen Rindt remporte cette année-là cinq épreuves, mais concourant également au Championnat du monde de Formule 1, il ne peut pas marquer de point.

## Règlement sportif
- L'attribution des points s'effectue selon le barème 9,6,4,3,2,1 (comme en Formule 1 à la même période).
- Les pilotes de grade "A" ne peuvent pas inscrire de points. Le grade "A" est attribué aux pilotes ayant déjà fait leurs preuves dans le championnat du monde de Formule 1 ou celui d'Endurance.

## Engagés
| Écurie                                        | Constructeur       | Chassis    | Moteur                   | Pilote                | Manche        |
| --------------------------------------------- | ------------------ | ---------- | ------------------------ | --------------------- | ------------- |
| Gold Leaf Team Lotus                          | Lotus-Ford         | 48         | Ford Cosworth FVA 1.6 L4 | Jim Clark             | 1             |
| Gold Leaf Team Lotus                          | Lotus-Ford         | 48         | Ford Cosworth FVA 1.6 L4 | Graham Hill           | 1, 3, 5-6, 10 |
| Gold Leaf Team Lotus                          | Lotus-Ford         | 48         | Ford Cosworth FVA 1.6 L4 | Jackie Oliver         | 2-7, 9        |
| Ferrari Automobili SpA Ferrari SEFAC          | Ferrari            | Dino 166   | Ferrari Dino 166 1.6 V6  | Chris Amon            | 1, 4, 6       |
| Ferrari Automobili SpA Ferrari SEFAC          | Ferrari            | Dino 166   | Ferrari Dino 166 1.6 V6  | Jacky Ickx            | 4-5, 8        |
| Ferrari Automobili SpA Ferrari SEFAC          | Ferrari            | Dino 166   | Ferrari Dino 166 1.6 V6  | Derek Bell            | 6-10          |
| Ferrari Automobili SpA Ferrari SEFAC          | Ferrari            | Dino 166   | Ferrari Dino 166 1.6 V6  | Ernesto Brambilla     | 7-10          |
| Ferrari Automobili SpA Ferrari SEFAC          | Ferrari            | Dino 166   | Ferrari Dino 166 1.6 V6  | Mario Casoni          | 8             |
| Ferrari Automobili SpA Ferrari SEFAC          | Ferrari            | Dino 166   | Ferrari Dino 166 1.6 V6  | Andrea De Adamich     | 10            |
| Kurt Ahrens Caltex Racing Team                | Brabham-Ford       | BT23C      | Ford Cosworth FVA 1.6 L4 | Kurt Ahrens           | 1-7, 9-10     |
| Lola Racing Ltd Alistair Walker Racing        | Lola-Ford          | T100       | Ford Cosworth FVA 1.6 L4 | Chris Irwin           | 1-4           |
| Lola Racing Ltd Alistair Walker Racing        | Lola-Ford          | T100       | Ford Cosworth FVA 1.6 L4 | Alistair Walker       | 2-5, 7, 10    |
| Frank Williams Racing Cars                    | Brabham-Ford       | BT23C      | Ford Cosworth FVA 1.6 L4 | Piers Courage         | 1-8           |
| Frank Williams Racing Cars                    | Brabham-Ford       | BT23C      | Ford Cosworth FVA 1.6 L4 | Picko Troberg         | 1             |
| Frank Williams Racing Cars                    | Brabham-Ford       | BT23C      | Ford Cosworth FVA 1.6 L4 | Derek Bell            | 1             |
| Frank Williams Racing Cars                    | Brabham-Ford       | BT23C      | Ford Cosworth FVA 1.6 L4 | Max Mosley            | 7, 10         |
| Frank Williams Racing Cars                    | Chevron-Ford       | B10        | Ford Cosworth FVA 1.6 L4 | Samuel Brown          | 8             |
| Matra Sports                                  | Matra-Ford         | MS7        | Ford Cosworth FVA 1.6 L4 | Jean-Pierre Beltoise  | 1-4, 6-8, 10  |
| Matra Sports                                  | Matra-Ford         | MS7        | Ford Cosworth FVA 1.6 L4 | Henri Pescarolo       | All           |
| Matra Sports                                  | Matra-Ford         | MS7        | Ford Cosworth FVA 1.6 L4 | Johnny Servoz-Gavin   | 5             |
| Matra Sports                                  | Matra-Ford         | MS7        | Ford Cosworth FVA 1.6 L4 | Jean-Pierre Jabouille | 9             |
| McLaren Racing Team The Chequered Flag Racing | McLaren-Ford       | M4A        | Ford Cosworth FVA 1.6 L4 | Graeme Lawrence       | 1-4           |
| McLaren Racing Team The Chequered Flag Racing | McLaren-Ford       | M4A        | Ford Cosworth FVA 1.6 L4 | Robin Widdows         | 1-8           |
| McLaren Racing Team The Chequered Flag Racing | McLaren-Ford       | M4A        | Ford Cosworth FVA 1.6 L4 | Frank Gardner         | 5-6           |
| McLaren Racing Team The Chequered Flag Racing | McLaren-Ford       | M4A        | Ford Cosworth FVA 1.6 L4 | Mike Walker           | 7-8           |
| Ecurie Intersport SA                          | McLaren-Ford       | M4A        | Ford Cosworth FVA 1.6 L4 | Guy Ligier            | 1-3           |
| Ecurie Intersport SA                          | McLaren-Ford       | M4A        | Ford Cosworth FVA 1.6 L4 | Jo Schlesser          | 1-3, 5        |
| Squadra Tartaruga                             | Brabham-Ford       | BT23       | Ford Cosworth FVA 1.6 L4 | Xavier Perrot         | 1-2, 5, 7, 9  |
| Squadra Tartaruga                             | Brabham-Ford       | BT23       | Ford Cosworth FVA 1.6 L4 | Günther Huber         | 6             |
| London Racing Team                            | Brabham-Ford       | BT23C      | Ford Cosworth FVA 1.6 L4 | Chris Lambert         | 1-7           |
| London Racing Team                            | Brabham-Ford       | BT23C      | Ford Cosworth FVA 1.6 L4 | Max Mosley            | 1-5           |
| Frank Lythgoe Racing                          | Chevron-Ford       | B10        | Ford Cosworth FVA 1.6 L4 | Peter Gethin          | 1-2, 4-5      |
| Frank Lythgoe Racing                          | Brabham-Ford       | BT23C      | Ford Cosworth FVA 1.6 L4 | Peter Gethin          | 7-10          |
| Walter Habegger Valvoline Racing Team         | Lotus-Ford         | 41C        | Ford Cosworth FVA 1.6 L4 | Walter Habegger       | 1             |
| Walter Habegger Valvoline Racing Team         | Brabham-Ford       | BT23       | Ford Cosworth FVA 1.6 L4 | Walter Habegger       | 2-3, 5, 7, 9  |
| Walter Habegger Valvoline Racing Team         | Brabham-Alfa Romeo | BT18       | Alfa Romeo GTA 1.6 L4    | Gerhard Krammer       | 6             |
| Tecno Racing Team                             | Tecno-Ford         | PA68       | Ford Cosworth FVA 1.6 L4 | Carlo Facetti         | 1             |
| Tecno Racing Team                             | Tecno-Ford         | PA68       | Ford Cosworth FVA 1.6 L4 | Clay Regazzoni        | 2, 5, 7-10    |
| Tecno Racing Team                             | Tecno-Ford         | PA68       | Ford Cosworth FVA 1.6 L4 | Jean-Pierre Jaussaud  | 5             |
| Midland Racing Team                           | Lotus-Ford         | 41C        | Ford Cosworth FVA 1.6 L4 | Bruno Frey            | 1-2, 9        |
| Midland Racing Team                           | Brabham-Lotus      | BT16/18    | Lotus LF 1.6 L4          | Paul Blum             | 9             |
| Robert Lamplough                              | McLaren-Ford       | M4A        | Ford Cosworth FVA 1.6 L4 | Robert Lamplough      | 1-2           |
| Roy Winkelmann Racing                         | Brabham-Ford       | BT23C      | Ford Cosworth FVA 1.6 L4 | Jochen Rindt          | 2-6, 8-9      |
| Roy Winkelmann Racing                         | Brabham-Ford       | BT23C      | Ford Cosworth FVA 1.6 L4 | Alan Rees             | 2, 4-6, 8     |
| Roy Winkelmann Racing                         | Brabham-Ford       | BT23C      | Ford Cosworth FVA 1.6 L4 | Gerhard Mitter        | 9             |
| Church Farm Racing Team                       | Brabham-Ford       | BT23C      | Ford Cosworth FVA 1.6 L4 | Derek Bell            | 2-5           |
| Church Farm Racing Team                       | Brabham-Ford       | BT23C      | Ford Cosworth FVA 1.6 L4 | Brian Hart            | 6-10          |
| Bill Jones Racing                             | Brabham-Ford       | BT10       | Ford Cosworth FVA 1.6 L4 | Chris Meek            | 2, 4, 7, 9-10 |
| Allan Deacon                                  | Brabham-Lotus      | BT21       | Lotus LF 1.6 L4          | Allan Deacon          | 2             |
| David Bridges Racing                          | Lola-Ford          | T100       | Ford Cosworth FVA 1.6 L4 | Chris Williams        | 2             |
| David Bridges Racing                          | Lola-Ford          | T100       | Ford Cosworth FVA 1.6 L4 | Brian Redman          | 4-5           |
| David Bridges Racing                          | Lola-Ford          | T100       | Ford Cosworth FVA 1.6 L4 | Mike Beckwith         | 6-7           |
| David Bridges Racing                          | Lola-Ford          | T100       | Ford Cosworth FVA 1.6 L4 | David Hobbs           | 9-10          |
| Bob Gerard Merlyn Racing                      | Merlyn-Ford        | Mk 12      | Ford Cosworth FVA 1.6 L4 | Harry Stiller         | 2             |
| Bob Gerard Merlyn Racing                      | Merlyn-Ford        | Mk 12      | Ford Cosworth FVA 1.6 L4 | John Cardwell         | 2-3, 5        |
| Bob Gerard Merlyn Racing                      | Merlyn-Ford        | Mk 12      | Ford Cosworth FVA 1.6 L4 | Brian Hart            | 3, 5          |
| Bob Gerard Merlyn Racing                      | Merlyn-Ford        | Mk 12      | Ford Cosworth FVA 1.6 L4 | Toine Hezemans        | 7             |
| Bob Gerard Merlyn Racing                      | Merlyn-Ford        | Mk 12      | Ford Cosworth FVA 1.6 L4 | Jonathan Williams     | 7             |
| Bob Gerard Merlyn Racing                      | Merlyn-Ford        | Mk 12      | Ford Cosworth FVA 1.6 L4 | Mike Walker           | 9             |
| Bob Gerard Merlyn Racing                      | Merlyn-Ford        | Mk 12      | Ford Cosworth FVA 1.6 L4 | Peter Gaydon          | 9             |
| Bob Gerard Merlyn Racing                      | Merlyn-Ford        | Mk 12      | Ford Cosworth FVA 1.6 L4 | Alan Rollinson        | 10            |
| Bob Gerard Merlyn Racing                      | Merlyn-Ford        | Mk 12      | Ford Cosworth FVA 1.6 L4 | Chris Williams        | 10            |
| Escuderia Nacional CS                         | Lola-Ford          | T100       | Ford Cosworth FVA 1.6 L4 | Alex Soler-Roig       | 3, 5, 7       |
| Escuderia Nacional CS                         | Lola-Ford          | T100       | Ford Cosworth FVA 1.6 L4 | Jorge de Bagration    | 3, 5, 7       |
| Matra International                           | Matra-Ford         | MS7        | Ford Cosworth FVA 1.6 L4 | Jackie Stewart        | 3             |
| Scuderia Ala d'Oro                            | Brabham-Alfa Romeo | BT23       | Alfa Romeo GTA 1.6 L4    | Nanni Galli           | 3             |
| Silvio Moser                                  | Tecno-Ford         | PA68       | Ford Cosworth FVA 1.6 L4 | Silvio Moser          | 4             |
| Jacques Demoulin                              | Cooper-Alfa Romeo  | T76        | Alfa Romeo GTA 1.6 L4    | Jacques Demoulin      | 4             |
| Scuderia Picchio Rosso                        | Brabham-Ford       | BT23C BT23 | Ford Cosworth FVA 1.6 L4 | Corrado Manfredini    | 5-10          |
| Scuderia Picchio Rosso                        | Brabham-Ford       | BT23C BT23 | Ford Cosworth FVA 1.6 L4 | Ernesto Brambilla     | 6             |
| Scuderia Picchio Rosso                        | Brabham-Ford       | BT23C BT23 | Ford Cosworth FVA 1.6 L4 | Enzo Corti            | 10            |
| Scuderia Picchio Rosso                        | Tecno-Ford         | PA68       | Ford Cosworth FVA 1.6 L4 | Carlo Facetti         | 10            |
| Frank Manning Racing                          | McLaren-Ford       | M4A        | Ford Cosworth FVA 1.6 L4 | Robert Lamplough      | 5, 7, 9-10    |
| Ron Harris Racing Division                    | Tecno-Ford         | PA68       | Ford Cosworth FVA 1.6 L4 | Pedro Rodríguez       | 5, 8          |
| Ron Harris Racing Division                    | Tecno-Ford         | PA68       | Ford Cosworth FVA 1.6 L4 | Richard Attwood       | 7             |
| Ron Harris Racing Division                    | Tecno-Ford         | PA68       | Ford Cosworth FVA 1.6 L4 | Éric Offenstadt       | 7             |
| Ron Harris Racing Division                    | Tecno-Ford         | PA68       | Ford Cosworth FVA 1.6 L4 | Jonathan Williams     | 8             |
| Charles Vögele Racing Team                    | Tecno-Ford         | PA68       | Ford Cosworth FVA 1.6 L4 | Silvio Moser          | 6-8, 10       |
| Mitter Tuning                                 | Brabham-Ford       | BT23       | Ford Cosworth FVA 1.6 L4 | Werner Lindermann     | 7, 9          |
| Bayerische Motoren Werke                      | Lola-BMW           | T102       | BMW M11 1.6 L4           | Jo Siffert            | 9-10          |
| Bayerische Motoren Werke                      | Lola-BMW           | T102       | BMW M11 1.6 L4           | Hubert Hahne          | 9-10          |

(en rose : inéligible pour le titre)

## Courses de la saison 1968
| no | Date       | Épreuve                         | Lieu               | Vainqueur            | Voiture             | Équipe                | Résumé |
| -- | ---------- | ------------------------------- | ------------------ | -------------------- | ------------------- | --------------------- | ------ |
| 9  | 7 avril    | Trophée d'Allemagne             | Hockenheim         | Jean-Pierre Beltoise | Matra-Cosworth      | Matra Sports          | Résumé |
| 10 | 15 avril   | BARC 200                        | Thruxton Circuit   | Jochen Rindt         | Brabham-Cosworth    | Roy Winkelmann Racing | Résumé |
| 11 | 28 avril   | Grand Prix de Madrid            | Jarama             | Jean-Pierre Beltoise | Matra-Cosworth      | Matra Sports          | Résumé |
| 12 | 5 mai      | Grand Prix du Limbourg          | Zolder             | Jochen Rindt         | Brabham-Cosworth    | Roy Winkelmann Racing | Résumé |
| 13 | 3 juin     | Trophée de Londres              | Crystal Palace     | Jochen Rindt         | Brabham-Cosworth    | Roy Winkelmann Racing | Résumé |
| 14 | 14 juillet | Flugplatzrennen                 | Tulln-Langenlebarn | Jochen Rindt         | Brabham-Cosworth    | Roy Winkelmann Racing | Résumé |
| 15 | 28 juillet | Grand Prix de Zandvoort         | Zandvoort          | Jean-Pierre Beltoise | Matra-Cosworth      | Matra Sports          | Résumé |
| 16 | 25 août    | Grand Prix de la Méditerranée   | Enna-Pergusa       | Jochen Rindt         | Brabham-Cosworth    | Roy Winkelmann Racing | Résumé |
| 17 | 13 octobre | Grand Prix de Baden-Württemberg | Hockenheim         | Tino Brambilla       | Ferrari Dino 166 F2 | Scuderia Ferrari      | Résumé |
| 18 | 27 octobre | Grand Prix de Rome              | Vallelunga         | Tino Brambilla       | Ferrari Dino 166 F2 | Scuderia Ferrari      | Résumé |

Notes: 

- Certaines courses se disputaient en deux manches. Ne sont indiqués dans ce tableau que les vainqueurs du classement cumulé.

- La première manche du premier meeting d'Hockenheim (le 7 avril) a été endeuillée par la mort de Jim Clark, double champion du monde de Formule 1.

## Classement des pilotes
| Rang | Pilote               | Pays        | Voiture                           | Écurie                             | Nombre de points |
| ---- | -------------------- | ----------- | --------------------------------- | ---------------------------------- | ---------------- |
| 1er  | Jean-Pierre Beltoise | France      | Matra-Cosworth                    | Matra Sports                       | 48               |
| 2e   | Henri Pescarolo      | France      | Matra-Cosworth                    | Matra Sports                       | 30               |
| 3e   | Tino Brambilla       | Italie      | Brabham-Cosworth Ferrari          | Scuderia Picchio Rossa Ferrari     | 26               |
| 4e   | Brian Redman         | Royaume-Uni | Lola-Cosworth                     | Bridges Racing                     | 15               |
| 5e   | Derek Bell           | Royaume-Uni | Brabham-Cosworth Ferrari          | Church Farm Racing Ferrari         | 15               |
| 6e   | Jackie Oliver        | Royaume-Uni | Lotus-Cosworth                    | Team Lotus                         | 14               |
| 7e   | Piers Courage        | Royaume-Uni | Brabham-Cosworth                  | Williams Racing                    | 13               |
| 8e   | Kurt Ahrens          | Allemagne   | Brabham-Cosworth                  | Kurt Ahrens                        | 13               |
| 8e   | Clay Regazzoni       | Suisse      | Tecno-Cosworth                    | Tecno Racing                       | 13               |
| 10e  | Chris Irwin          | Royaume-Uni | Lola-Cosworth                     | Lola Racing                        | 9                |
| 11e  | Peter Gethin         | Royaume-Uni | Chevron-Cosworth Brabham-Cosworth | Lythgoe Racing                     | 7                |
| 12e  | Andrea De Adamich    | Italie      | Ferrari                           | Ferrari                            | 6                |
| 13e  | Robin Widdows        | Royaume-Uni | McLaren-Cosworth                  | Team McLaren Chequered Flag Racing | 6                |
| 14e  | Jo Schlesser         | France      | McLaren-Cosworth                  | Écurie International               | 5                |
| 15e  | Richard Attwood      | Royaume-Uni | Tecno-Cosworth                    | Harris Racing                      | 4                |
| 16e  | Brian Hart           | Royaume-Uni | Brabham-Cosworth                  | Merlyn Racing Church Farm Racing   | 4                |
| 17e  | Chris Lambert        | Royaume-Uni | Brabham-Cosworth                  | London Racing                      | 3                |
| 17e  | Silvio Moser         | Suisse      | Tecno-Cosworth                    | Vögele Racing                      | 3                |
| 19e  | Alan Rees            | Royaume-Uni | Brabham-Cosworth                  | Winkelmann Racing                  | 3                |
| 20e  | Chris Williams       | Royaume-Uni | Lola-Cosworth                     | Bridges Racing                     | 2                |
| 20e  | Jorge de Bagration   | Espagne     | Lola-Cosworth                     | Escuderia National                 | 2                |
| 20e  | Jean-Pierre Jaussaud | France      | Tecno-Cosworth                    | Tecno Racing                       | 2                |
| 20e  | Éric Offenstadt      | France      | Tecno-Cosworth                    | Harris Racing                      | 2                |
| 20e  | David Hobbs          | Royaume-Uni | Lola-Cosworth                     | Bridges Racing                     | 2                |
| 25e  | Alistair Walker      | Royaume-Uni | Lola-Cosworth                     | Lola Racing                        | 1                |

## Liste des Grands Prix disputés cette saison ne comptant pas pour le championnat de Formule 2
| Nom                                   | Circuit                 | Date         | Vainqueur         | Constructeur |
| ------------------------------------- | ----------------------- | ------------ | ----------------- | ------------ |
| III Grand Prix de Barcelone           | Montjuïc                | 31 mars      | Jackie Stewart    | Matra-Ford   |
| XXVIII Grand Prix de Pau              | Pau                     | 21 avril     | Jackie Stewart    | Matra-Ford   |
| XXXI Internationales ADAC-Eifelrenenn | Nürburgring Südschleife | 21 avril     | Chris Irwin       | Lola-Ford    |
| V Grand Prix du Limbourg              | Zolder                  | 5 mai        | Jochen Rindt      | Brabham-Ford |
| III Rhein-Pokalrennen                 | Hockenheimring          | 16 juin      | Jochen Rindt      | Brabham-Ford |
| X Gran Premio della Lotteria di Monza | Monza                   | 23 juin      | Jonathan Williams | Brabham-Ford |
| XXXIV Grand Prix de Reims             | Reims-Gueux             | 15 septembre | Jackie Stewart    | Matra-Ford   |
| XXVII Grand Prix d'Albi               | Albi                    | 20 octobre   | Henri Pescarolo   | Matra-Ford   |